# Abgeordnetenkammer (Dominikanische Republik)
Die Abgeordnetenkammer (spanisch Cámara de Diputados) der Dominikanischen Republik ist das Unterhaus im Zweikammersystem des Landes.
Sie besteht aus 190 Abgeordneten (178 Abgeordnete für die proportionale Vertretung des Volkes, 5 nationale und 7 Abgeordnete der Dominikaner im Ausland), die für vier Jahre nach dem Mehrheitswahlsystem gewählt werden.
Das Oberhaus ist der aus 32 Mitgliedern bestehende Senat (Senado). Senat und Abgeordnetenkammer bilden zusammen den Nationalen Kongress (Congreso Nacional), der die gesetzgebende Gewalt (Legislative) des Staates innehat.
Zusammensetzung und Befugnisse der Abgeordnetenkammer sind in der Verfassung der Dominikanischen Republik festgelegt. Gesetze, die die Abgeordnetenkammer verabschiedet, werden dem Senat zur Genehmigung und bei Zustimmung danach dem Präsidenten zur Prüfung vorgelegt. Für Gesetze, die die Einnahmen des Staates betreffen, ist die Abgeordnetenkammer allein zuständig. Sie kann zudem durch Volkswahl, den Senat oder den Nationalen Justizrat (Consejo Nacional de la Magistratura) gewählte Beamte wegen schweren Fehlverhaltens in der Ausübung ihres Amtes vor dem Senat anklagen und deren Amtsenthebung beantragen. Für die Verabschiedung des  Antrags ist eine Zweidrittel-, im Falle des Präsidenten oder Vizepräsidenten eine Dreiviertelmehrheit erforderlich.
Die Abgeordnetenkammer tagt im Ostflügel des Palacio del Congreso Nacional in Santo Domingo, der Senat im Westflügel.
Die Abgeordnetenkammer besteht seit der Unabhängigkeit der Dominikanischen Republik, 1844. Sie hieß bis 1854 Tribunado, danach bis 1878 Cámara de Representantes und seither Cámara de Diputados.

## Wahlen
Die Wahlen finden normalerweise am dritten Sonntag im Mai zusammen mit der Präsidentschaftswahl statt, mussten 2020 aber wegen der COVID-19-Pandemie auf den 5. Juli 2020 verschoben werden. Der regierende Partido de la Liberación Dominicana von Präsident Danilo Medina verlor dabei rund die Hälfte seiner Mandate. Die 16-jährige, abgesehen von einer Unterbrechung Anfang 2000 sogar seit 1996 bestehende Herrschaft des PLD endete damit. Der oppositionelle Partido Revolucionario Moderno (PRM), der sich 2014 vom Partido Revolucionario Dominicano (PRD) nach einem Streit um die Führung der Partei zwischen dem Parteipräsidenten Miguel Vargas Maldonado und dem Staatspräsidenten von 2000 bis 2004, Hipólito Mejía, abgespalten hatte, gewann mit Luis Abinader die Präsidentschaft sowie die absolute Mehrheit der Sitze im Senat (19 von 32 Sitzen, davon PRM 18) und einschließlich der Wahlallianzen auch in der Abgeordnetenkammer (98 von 190 Sitzen, davon PRM 86). Nach zwei durch das Wahlgericht TSE aberkannten und dem PRM sowie dem PHD zugesprochenen Wahlen und nach einem Parteiübertritt vom PLD zum PRM erhöhte sich die Anzahl der Sitze der Regierungskoalition sogar auf 101 von 190 Sitzen (davon PRM 88).
Die Gründe für den Niedergang des PLD, der die – allerdings bereits von Unregelmäßigkeiten begleitete – Wahl 2016 noch mit dem Rekordergebnis von 61,7 % gewonnen hatte, sehen Beobachter vor allem in verschiedenen Korruptionsskandalen und in den parteiinternen Grabenkämpfen. Proteste gegen die Korruption unter Führung der Bewegung Marcha Verde begannen schon Anfang 2017, als bekannt wurde, dass Mitglieder des PLD in den Schmiergeldskandal des brasilianischen Baukonzerns Odebrecht verwickelt waren. Der negative Trend zeigte sich bereits bei den Kommunalwahlen vom 16. Februar 2020, die wegen nicht funktionierender automatischer Wahlsysteme abgebrochen und auf den 15. März 2020 verschoben werden mussten, worauf sich die allgemeine Unzufriedenheit mit den politischen Verhältnissen in gewalttätigen Protesten entlud. Einschließlich der Wahlallianzen gewann die Regierungspartei von den 158 Bürgermeisterämtern noch 65, der oppositionelle PRM 81.
Schließlich führten Medinas Versuche, die Verfassung zu ändern, um eine erneute Wiederwahl zu ermöglichen, zum endgültigen Bruch der früheren Verbündeten Medina und Leonel Fernández, dannzumal noch Parteipräsident, und deren Lager. Im darauf einsetzenden Machtkampf um die Nomination wurde überraschend der bisher weitgehend unbekannte Gonzago Castillo nominiert, aus Sicht von Fernández das Resultat einer Manipulation der Wahlbestimmungen. Fernández verließ den PLD umgehend und gründete die neue Partei Fuerza del Pueblo (FP). Die Parteispaltung, in deren Folge zahlreiche Mitglieder des PLD schon vor, aber auch nach den Wahlen zur FP wechselten, ist ein weiterer wichtiger Grund für den Niedergang des PLD.
Die Wahl stellte insofern eine Neuausrichtung dar, als der PRM damit den Status einer sogenannten Majoritätspartei gewann, während der Partido Reformista Social Cristiano (PRSC) und der PRD, der zum zweiten Mal in Folge ein schlechtes Wahlergebnis erlitt und den niedrigsten Gesamtstimmenanteil sowie die niedrigste Sitzzahl in seiner Geschichte verzeichnen musste, diesen verloren. Die Fuerza del Pueblo, die von der Junta Central Electoral nicht als Majoritätspartei anerkannt wurde, hat dagegen Rekurs eingelegt (als „Majoritätsparteien“ werden Parteien anerkannt, die in den letzten Wahlen über alle drei Ebenen – Präsident, Kongress und Kommunen – einen Stimmenanteil von mindestens 5 % erreicht haben; sie haben mit 80 % den größten gesetzlichen Anspruch auf finanzielle staatliche Unterstützung durch die zur Verfügung stehenden Mittel, die 0,5 % des Volkseinkommens in Wahljahren und 0,25 % in Zwischenjahren betragen).
Nach den Wahlen bildeten sich acht Blöcke in der Abgeordnetenkammer: Partido Revolucionario Moderno (PRM; Sprecher: Julito Fulcar), Partido de la Liberación Dominicana (PLD; Sprecher: Gustavo Sánchez), Partido Reformista Social Cristiano (PRSC; Sprecher: Máximo Castro), PQDC-PCR-BIS (Partido Quisqueyano Demócrata Cristiano, Partido Cívico Renovador, Bloque Institucional Social Demócrata; Sprecher: Elías Wessin Chávez), Fuerza del Pueblo (FP; Sprecher: Rubén Maldonado), Partido Revolucionario Dominicano (PRD; Sprecher: Héctor Félix), FA-DxC (Frente Amplio, Dominicanos por el Cambio; Sprecher: Juan Dionisio Rodríguez) und Alianza País (AP; Sprecher: José Horacio Rodríguez). Der Partido Liberal Reformista (PLR, 1 Abgeordneter) bildet keinen Block.
| Partei                                         | 1998 | 2002 | 2006 | 2010 1 | 2016 5 | 2020  |
| ---------------------------------------------- | ---- | ---- | ---- | ------ | ------ | ----- |
| Partido Revolucionario Moderno (PRM)           | –    | –    | –    | –      | 44     | 88    |
| Partido de la Liberación Dominicana (PLD)      | 49   | 41   | 96   | 97 2   | 110 7  | 61 12 |
| Fuerza del Pueblo (FP)                         | –    | –    | –    | –      | –      | 17 13 |
| Partido Reformista Social Cristiano (PRSC)     | 17   | 35   | 22   | 11 3   | 17 8   | 5 13  |
| Partido Revolucionario Dominicano (PRD)        | 83   | 74   | 60   | 75 4   | 17 9   | 3 14  |
| Alianza País (ALPAÍS)                          | 0    | 0    | 0    | 0      | 1 10   | 2     |
| Partido Quisqueyano Demócrata Cristiano (PQDC) | 0    | 0    | 0    | 0      | 1 11   | 1 13  |
| verschiedene                                   |      |      |      |        |        | 13    |
| Total                                          | 149  | 150  | 178  | 183    | 190    | 190   |

## Zusammensetzung

### Nach Provinzen
Von den 190 Mitgliedern der Abgeordnetenkammer werden
- 178 in territorialen Wahlkreisen im Verhältnis von 1 pro 50.000 Einwohner in jeder Provinz gewählt, wobei jede Provinz mindestens zwei Sitze erhält
- 5 auf nationaler Ebene gewählt (seit 2010), nach Verfassung „vorzugsweise von Parteien, Bündnissen oder Koalitionen, die mehr als 1 % Stimmenanteil erzielt, aber keinen Sitz gewonnen haben“
- 7 in drei Wahlkreisen (Kanada/USA, Lateinamerika, Europa) als Vertretung der im Ausland lebenden Dominikaner gewählt (seit 2012)

Zurzeit (2021) haben die Provinzen die folgende Anzahl Sitze:
| Distrito Nacional      | 18                     | Azua                   | 4 | Baoruco               | 2                     | Barahona               | 3  |
| Dajabón                | 2                      | Duarte                 | 5 | El Seibo              | 2                     | Elías Piña             | 2  |
| Espaillat              | 4                      | Hato Mayor             | 2 | Hermanas Mirabal      | 2                     | Independencia          | 2  |
| La Altagracia          | 5                      | La Romana              | 4 | La Vega               | 7                     | María Trinidad Sánchez | 3  |
| Monseñor Nouel         | 3                      | Monte Cristi           | 2 | Monte Plata           | 3                     | Pedernales             | 2  |
| Peravia                | 3                      | Puerto Plata           | 6 | Samaná                | 2                     | San Cristóbal          | 10 |
| San José de Ocoa       | 2                      | San Juan               | 4 | San Pedro de Macorís  | 5                     | Sánchez Ramírez        | 3  |
| Santiago               | 18                     | Santiago Rodríguez     | 2 | Valverde              | 3                     | Santo Domingo          | 43 |
| Abgeordnete im Ausland | Abgeordnete im Ausland | Abgeordnete im Ausland | 7 | nationale Abgeordnete | nationale Abgeordnete | nationale Abgeordnete  | 5  |

### Nach Parteien
Stand: 1. Juli 2021

#### Regierungskoalition (101)
- Partido Revolucionario Moderno (PRM) und Alliierte (93)
  - Partido Revolucionario Moderno (88)
  - Partido Humanista Dominicano (2)
  - Alianza por la Democracia (2)
  - Partido Revolucionario Social Demócrata (1)

- Block PQDC-BIS-PCR (3)
  - Partido Quisqueyano Demócrata Cristiano (1)
  - Bloque Institucional Socialdemócrata (1)
  - Partido Cívico Renovador (1)

- Block FA-DxC (5)
  - Frente Amplio (3)
  - Partido Dominicanos por el Cambio (2)

#### Opposition (89)
- Partido de la Liberación Dominicana und Alliierte (61)
  - Partido de la Liberación Dominicana (61)

- Fuerza del Pueblo (17)
  - Fuerza del Pueblo (17)

- Partido Reformista Social Cristiano (5)
  - Partido Reformista Social Cristiano (5)

- Partido Revolucionario Dominicano (3)
  - Partido Revolucionario Dominicano (3)

- Block ALPAÍS-PLR (3)
  - Alianza País (2)
  - Partido Liberal Reformista (1)

### Nach Abgeordneten
Diese Liste enthält die Änderungen, die nach der Wahl und bis zum 1. Juli 2021 erfolgt sind.
| Name                                       | Provinz                | Wahlkreis | Partei        | Wahlliste     |
| ------------------------------------------ | ---------------------- | --------- | ------------- | ------------- |
| José Horacio Rodríguez Grullón             | Distrito Nacional      | 1         | ALPAÍS        | ALPAÍS        |
| Omar Leonel Fernández Domínguez            | Distrito Nacional      | 1         | FP            | PRSC          |
| Sandra Herminia Abinader Suero de Prieto   | Distrito Nacional      | 1         | PLD           | PLD           |
| Isabel Jacqueline Ortiz Flores             | Distrito Nacional      | 1         | PLD           | PLD           |
| Orlando Salvador Jorge Villegas            | Distrito Nacional      | 1         | PRM           | PRM           |
| Eliazer Matos Féliz                        | Distrito Nacional      | 1         | PRM           | PRM           |
| Lourdes Josefina Aybar Dionisio            | Distrito Nacional      | 2         | FP            | PLD           |
| Rafael Tobías Crespo Pérez                 | Distrito Nacional      | 2         | FP            | PLD           |
| Rafael Aníbal Díaz Rodríguez               | Distrito Nacional      | 2         | PRM           | PRM           |
| Jesús Bienvenido Ogando Gil                | Distrito Nacional      | 2         | PRM           | PRM           |
| Alfredo Pacheco Osoria                     | Distrito Nacional      | 2         | PRM           | PRM           |
| Yuderka Yvelisse de la Rosa Guerrero       | Distrito Nacional      | 3         | FP            | PRSC          |
| Manuel Elpidio Báez Mejía                  | Distrito Nacional      | 3         | PLD           | PLD           |
| Gustavo Antonio Sánchez García             | Distrito Nacional      | 3         | PLD           | PLD           |
| Carlos Sánchez Quezada                     | Distrito Nacional      | 3         | PLD           | PLD           |
| Ramón Antonio Bueno Patiño                 | Distrito Nacional      | 3         | PRM           | PRM           |
| José Miguel Cabrera                        | Distrito Nacional      | 3         | PRM           | PRM           |
| Sergio Moya de la Cruz                     | Distrito Nacional      | 3         | PRM           | PRM           |
| Julio Alberto Brito Peña                   | Azua                   |           | PLD           | PLD           |
| Luis Antonio Vargas Ramírez                | Azua                   |           | PLD           | PLD           |
| Brenda Mercedes Ogando Campos              | Azua                   |           | PRM           | PRM           |
| Carlos Alberto Ramírez Filpo               | Azua                   |           | PRM           | PRM           |
| Rafael Cuevas Jiménez                      | Baoruco                |           | PLD           | PLD           |
| Olfanny Yuverka Méndez Matos               | Baoruco                |           | PRSD          | PRM           |
| Manuel Miguel Florián Terrero              | Barahona               |           | PHD           | PHD           |
| Rudy María Méndez                          | Barahona               |           | PLD           | PLD           |
| Moisés Ayala Pérez                         | Barahona               |           | PRM           | PHD           |
| Sonia Agüero Morales                       | Dajabón                |           | PLD           | PLD           |
| Darío de Jesús Zapata Estévez              | Dajabón                |           | PRM           | PRM           |
| Yenrry Manuel Acosta Ovalle                | Duarte                 |           | PLD           | PLD           |
| Lupe Núñez Rosario                         | Duarte                 |           | PLD           | PLD           |
| Nicolás Hidalgo Almánzar                   | Duarte                 |           | PRM           | PRM           |
| José Luis Rodríguez Hiciano                | Duarte                 |           | PRM           | PRM           |
| Dorina Yajaira Rodríguez Salazar           | Duarte                 |           | PRM           | PRM           |
| Gerardo Alfredo Casanova Jiménez           | El Seibo               |           | PLD           | PLD           |
| Faustina Guerrero Cabrera                  | El Seibo               |           | PRM           | PRM           |
| Juan Alberto Aquino Montero                | Elías Piña             |           | PLD           | PLD           |
| Israel Porfirio Bienvenido Mañón Alcántara | Elías Piña             |           | PRM           | PRM           |
| Carlos María García Gómez                  | Espaillat              |           | FP            | PLD           |
| Carlos Alberto Amarante García             | Espaillat              |           | PLD           | PLD           |
| José Miguel Ferreiras Torres               | Espaillat              |           | PRM           | PRM           |
| Jefry José Grullón Lugo                    | Espaillat              |           | PRM           | PRM           |
| Saury Antonio Mota Ramírez                 | Hato Mayor             |           | PRD           | PRD           |
| Santiago Vilorio Lizardo                   | Hato Mayor             |           | PRM           | PRM           |
| Charlene Canaán Cabrera                    | Hermanas Mirabal       |           | FP            | PLD           |
| Félix Santiago Hiciano Almánzar            | Hermanas Mirabal       |           | PRM           | PRM           |
| Gaddis Enrique Corporán Segura             | Independencia          |           | PLD           | PPC           |
| Llanelis Matos Cuevas                      | Independencia          |           | PRM           | PRM           |
| Francisco Antonio Solimán Rijo             | La Altagracia          |           | APD           | APD           |
| Francisco Rodolfo Villegas Pérez           | La Altagracia          |           | APD           | APD           |
| Hamlet Amado Sánchez Melo                  | La Altagracia          |           | FP            | PLD           |
| Juan Julio Campos Ventura                  | La Altagracia          |           | PLD           | PLD           |
| Aida Nilsa López Reyna de Ceballos         | La Altagracia          |           | PLR           | PLR           |
| Eduard Alexis Espiritusanto Castillo       | La Romana              |           | FP            | BIS           |
| Plutarco Pérez                             | La Romana              |           | PLD           | PLD           |
| Eugenio Cedeño Areche                      | La Romana              |           | PRM           | PRM           |
| Pedro Tomás Botello Solimán                | La Romana              |           | PRSC          | PRSC          |
| Rosa Amalia Pilarte López                  | La Vega                | 1         | DxC           | PRM           |
| Ángel Teófilo Estévez Estévez              | La Vega                | 1         | PLD           | PLD           |
| José Rafael Hernández Portes               | La Vega                | 1         | PLD           | PLD           |
| Agustín Burgos Tejada                      | La Vega                | 1         | PRM           | PRM           |
| José David Pérez Reyes                     | La Vega                | 1         | PRM           | PRM           |
| Carlos Máximo Mejía Abreu                  | La Vega                | 2         | PLD           | PLD           |
| Rogelio Alfonso Genao Lanza                | La Vega                | 2         | PRSC          | PRM           |
| Priscila Celvia D’Oleo Agüero              | María Trinidad Sánchez |           | PLD           | PLD           |
| Jorge Hugo Cavoli Balbuena                 | María Trinidad Sánchez |           | PRM           | PRM           |
| Napoleón López Rodríguez                   | María Trinidad Sánchez |           | PRM           | PRM           |
| María Mercedes Fernández Cruz              | Monseñor Nouel         |           | PLD           | PLD           |
| Orlando Antonio Martínez Peña              | Monseñor Nouel         |           | PRM           | PRM           |
| Nolberto Ortiz de la Cruz                  | Monseñor Nouel         |           | PRM           | PRM           |
| Rafael Antonio Abel Lora                   | Monte Cristi           |           | PLD           | PLD           |
| Rosendy Joel Polanco Polanco               | Monte Cristi           |           | PRM           | PRM           |
| Juan Suazo Marte                           | Monte Plata            |           | PLD           | PLD           |
| Pedro Antonio Tineo Núñez                  | Monte Plata            |           | PRM           | PRM           |
| Román de Jesús Vargas                      | Monte Plata            |           | PRM           | PRM           |
| Héctor Darío Féliz Féliz                   | Pedernales             |           | PRD           | PRD           |
| Edirda Yoalis de Oleo Peña                 | Pedernales             |           | PRM           | PRM           |
| Ana Mercedes Rodríguez de Aguasvivas       | Peravia                |           | PLD           | PLD           |
| Luis Alcides Báez                          | Peravia                |           | PRM           | PRM           |
| Julito Fulcar Encarnación                  | Peravia                |           | PRM           | PRM           |
| Ivannia Rivera Núñez                       | Puerto Plata           | 1         | FP            | PLD           |
| Félix Antonio Castillo Rodríguez           | Puerto Plata           | 1         | PLD           | PLD           |
| Julio Emíl Durán Rodríguez                 | Puerto Plata           | 1         | PRM           | PRM           |
| Jhonny de Jesús Medina Santos              | Puerto Plata           | 1         | PRM           | PRM           |
| Ramón Alberto Dorrejo Calvo                | Puerto Plata           | 2         | PLD           | PLD           |
| Juan Agustín Medina Santos                 | Puerto Plata           | 2         | PRM           | PRM           |
| Danny Rafael Guzmán Rosario                | Samaná                 |           | PLD           | PLD           |
| Ramón Aníbal Olea Mejía                    | Samaná                 |           | PRM           | PRM           |
| Ydenia Doñé Tiburcio                       | San Cristóbal          | 1         | PLD           | PLD           |
| Eddy Oscar Montás Guerrero                 | San Cristóbal          | 1         | PLD           | PLD           |
| Dionisio de la Rosa Rodríguez              | San Cristóbal          | 1         | PRM           | PRM           |
| Gustavo Lara Salazar                       | San Cristóbal          | 1         | PRM           | PRM           |
| Manuel Antonio Díaz Santos                 | San Cristóbal          | 2         | PLD           | PLD           |
| Francisco Javier Paulino                   | San Cristóbal          | 2         | PRM           | PRM           |
| Otoniel Tejeda Martínez                    | San Cristóbal          | 2         | PRM           | PRM           |
| Tulio Jiménez Díaz                         | San Cristóbal          | 3         | PLD           | PLD           |
| Frank Junior Guerrero Mateo                | San Cristóbal          | 3         | PRM           | PRM           |
| Margarita Tejeda de la Rosa                | San Cristóbal          | 3         | PRM           | PRM           |
| Josefa Altagracia Mejía Macea              | San José de Ocoa       |           | FP            | PLD           |
| Altagracia Yarelys Encarnación Gerónimo    | San José de Ocoa       |           | PRM           | PRM           |
| Nidio Encarnación Santiago                 | San Juan               |           | Frente Amplio | Frente Amplio |
| Franklin Ramírez de los Santos             | San Juan               |           | Frente Amplio | Frente Amplio |
| Mélido Mercedes Castillo                   | San Juan               |           | FP            | PLD           |
| Fabiana Tapia Valenzuela                   | San Juan               |           | PLD           | PLD           |
| Pedro César Mota Pacheco                   | San Pedro de Macorís   |           | PLD           | PLD           |
| Fior Daliza Peguero Varela                 | San Pedro de Macorís   |           | PRD           | PRD           |
| Luis Gómez Benzo                           | San Pedro de Macorís   |           | PRM           | PRM           |
| Carlixta Carolina Paula de la Cruz         | San Pedro de Macorís   |           | PRM           | PRM           |
| Rafaela Alburquerque de González           | San Pedro de Macorís   |           | PRSC          | PLD           |
| Verónica María Contreras de Jesús          | Sánchez Ramírez        |           | PLD           | PLD           |
| Geraldo Antonio Concepción Vargas          | Sánchez Ramírez        |           | PRM           | PRM           |
| Sadoky Duarte Suárez                       | Sánchez Ramírez        |           | PRM           | PRM           |
| Mateo Evangelista Espaillat Tavárez        | Santiago               | 1         | DxC           | PRM           |
| Ramón Mayobanex Martínez Durán             | Santiago               | 1         | PLD           | PLD           |
| Héctor Bienvenido Ramírez Bidó             | Santiago               | 1         | PLD           | PLD           |
| Víctor Valdemar Suárez Díaz                | Santiago               | 1         | PLD           | PLD           |
| Leonardo Alfonso Aguilera Quijano          | Santiago               | 1         | PRM           | PRM           |
| Gregorio Domínguez Domínguez               | Santiago               | 1         | PRM           | PRM           |
| Miguel Andrés Gutiérrez Díaz               | Santiago               | 1         | PRM           | PRM           |
| Máximo Castro                              | Santiago               | 1         | PRSC          | PRSC          |
| Rosa Hilda Genao Díaz                      | Santiago               | 2         | PLD           | PLD           |
| José Benedicto Hernández Tejada            | Santiago               | 2         | PLD           | PLD           |
| Francisco Alberto Díaz García              | Santiago               | 2         | PRM           | PRM           |
| Braulio de Jesús Espinal Tavárez           | Santiago               | 2         | PRSC          | PRSC          |
| Félix Michell Rodríguez Morel              | Santiago               | 3         | FP            | PLD           |
| Víctor Manuel Fadul Lantigua               | Santiago               | 3         | PLD           | PLD           |
| Magda Alina Altagracia Rodríguez Azcona    | Santiago               | 3         | PLD           | PLD           |
| Luis René Fernández Tavárez                | Santiago               | 3         | PRM           | PRM           |
| Nelson Rafael Marmolejos Gil               | Santiago               | 3         | PRM           | PRM           |
| Nelsa Shoraya Suárez Ariza                 | Santiago               | 3         | PRM           | PRM           |
| Esteban Antonio Cruz                       | Santiago Rodríguez     |           | PLD           | PLD           |
| Nicolás Tolentino López Mercado            | Santiago Rodríguez     |           | PRM           | PRM           |
| Ycelmary Brito O’Neal                      | Santo Domingo          | 1         | FP            | FP            |
| Juan Carlos Echavarría Milané              | Santo Domingo          | 1         | PLD           | PLD           |
| Luis Manuel Henríquez Beato                | Santo Domingo          | 1         | PLD           | PLD           |
| Gilberto Antonio Balbuena Arias            | Santo Domingo          | 1         | PRM           | PRM           |
| Ana Adalgiza del Carmen Abreu Polanco      | Santo Domingo          | 1         | PRM           | PRM           |
| Amado Antonio Díaz Jiménez                 | Santo Domingo          | 1         | PRM           | PRM           |
| Rafael Augusto Castillo Casado             | Santo Domingo          | 2         | PLD           | PLD           |
| Bolívar Ernesto Valera Ariza               | Santo Domingo          | 2         | PLD           | PLD           |
| Carlos Higinio de Jesús Veras              | Santo Domingo          | 2         | PRM           | PRM           |
| José Francisco A. A. Santana Suriel        | Santo Domingo          | 2         | PRM           | PRM           |
| Heriberto Aracena Montilla                 | Santo Domingo          | 3         | FP            | FP            |
| Juan José Rojas Franco                     | Santo Domingo          | 3         | PHD           | PRM           |
| Ysabel de la Cruz Javier                   | Santo Domingo          | 3         | PLD           | PLD           |
| Carlos José Gil Rodríguez                  | Santo Domingo          | 3         | PLD           | PLD           |
| Eduardo Hidalgo Abreu                      | Santo Domingo          | 3         | PLD           | PLD           |
| Franklin Martínez                          | Santo Domingo          | 3         | PLD           | PLD           |
| Pedro Julio Alcántara                      | Santo Domingo          | 3         | PRM           | PRM           |
| Alexis Isaac Jiménez González              | Santo Domingo          | 3         | PRM           | PRM           |
| José Moisés Ortiz López                    | Santo Domingo          | 3         | PRM           | PRM           |
| Dulce Mercedes Quiñones                    | Santo Domingo          | 3         | PRM           | PRM           |
| María Elisa Suárez Alcalá                  | Santo Domingo          | 3         | PRM           | PLD           |
| Miguel Alberto Bogaert Marra               | Santo Domingo          | 4         | BIS           | FP            |
| Aquilino Serrata Uceta                     | Santo Domingo          | 4         | FP            | PLD           |
| Ana María Peña Raposo                      | Santo Domingo          | 4         | PLD           | PLD           |
| Ignacio Aracena                            | Santo Domingo          | 4         | PRM           | PRM           |
| Elías Báez de los Santos                   | Santo Domingo          | 4         | PRM           | PRM           |
| Eduviges María Bautista Gomera             | Santo Domingo          | 4         | PRM           | PRM           |
| Luis Rafael Sánchez Rosario                | Santo Domingo          | 4         | PRM           | PRM           |
| Domingo Eusebio de León Mascaro            | Santo Domingo          | 5         | PLD           | PLD           |
| Jesús Martínez Alberty                     | Santo Domingo          | 5         | PLD           | PLD           |
| Getrude Ramírez Cabral                     | Santo Domingo          | 5         | PLD           | PLD           |
| Alexánder Javier Cuevas                    | Santo Domingo          | 5         | PRM           | PRM           |
| César Santiago Rutinel Domínguez           | Santo Domingo          | 5         | PRM           | PRM           |
| Jesús Manuel Sánchez Martínez              | Santo Domingo          | 5         | PRM           | PRM           |
| Rubén Darío Maldonado Díaz                 | Santo Domingo          | 6         | FP            | FP            |
| Enriqueta Rojas Javier                     | Santo Domingo          | 6         | FP            | PLD           |
| Emmanuel Morales Paulino                   | Santo Domingo          | 6         | PLD           | PLD           |
| Sócrates Pérez Lorenzo                     | Santo Domingo          | 6         | PLD           | PLD           |
| Damarys Vásquez Castillo                   | Santo Domingo          | 6         | PLD           | PLD           |
| Betty Gerónimo Santana                     | Santo Domingo          | 6         | PRM           | PRM           |
| Melvin Alexis Lara Melo                    | Santo Domingo          | 6         | PRM           | PRM           |
| Diómedes Omar Rojas                        | Santo Domingo          | 6         | PRM           | PRM           |
| Lucrecia Santana Leyba                     | Santo Domingo          | 6         | PRM           | PRM           |
| Dolores Emilia Fermín Beltrán de Durán     | Valverde               |           | PLD           | PLD           |
| José Francisco López Chávez                | Valverde               |           | PRM           | PRM           |
| Gustavo Adolfo Rodríguez Espina            | Valverde               |           | PRM           | PRM           |
| Kenia Felicia Bidó Parra de Dell’Aquila    | Ultramar               | 1         | PRM           | PRM           |
| Servia Augusta Familia Echabarría          | Ultramar               | 1         | PRM           | PRM           |
| Norberto Rodríguez Vásquez                 | Ultramar               | 1         | PRM           | PRM           |
| Ramón María Ceballo Martes                 | Ultramar               | 2         | PRM           | PRM           |
| Adelis de Jesús Olivares Ortega            | Ultramar               | 2         | PRM           | PRM           |
| Lily Germania Florentino Rosario           | Ultramar               | 3         | PRM           | PRM           |
| Julio César López Peña                     | Ultramar               | 3         | PRM           | PRM           |
| Pedro Antonio Martínez Moronta             | Nacional               |           | ALPAÍS        | PRM           |
| Juan Dionicio Rodríguez Restituyo          | Nacional               |           | Frente Amplio | PHD           |
| Miguel Ángel de los Santos Figueroa        | Nacional               |           | PCR           | PCR           |
| Radhamés Camacho Cuevas                    | Nacional               |           | PLD           | PLD           |
| Elías Wessin Chávez                        | Nacional               |           | PQDC          | PRSC          |

## Sitz
Die Abgeordnetenkammer tagt im Palacio del Congreso Nacional in der Hauptstadt Santo Domingo.